# Micruroides euryxanthus euryxanthus
Micruroides euryxanthus euryxanthus  – podgatunek jadowitego węża, koralóweczki arizońskiej (Micruroides euryxanthus) z rodziny zdradnicowatych (Elapidae).
Osobniki dorosłe są niewielkiej długości i rzadko przekraczają 40 cm.
Węże te charakteryzują się małą czarną głową oraz wysmukłym ciałem. Ubarwienie składa się z poprzecznych pasów w kolorach: czerwonym, czarnym i żółtym. Gatunek ten charakteryzuje się tym iż: zawsze pas czerwony dotyka pasa żółtego, natomiast pas czarny nigdy nie dotyka pasa czerwonego.
Występuje w południowo-zachodnich USA na terenie Arizony i Nowego Meksyku oraz w północno-zachodnim Meksyku w stanach Chihuahua i Sonora.